# Wettbergscher Adelshof

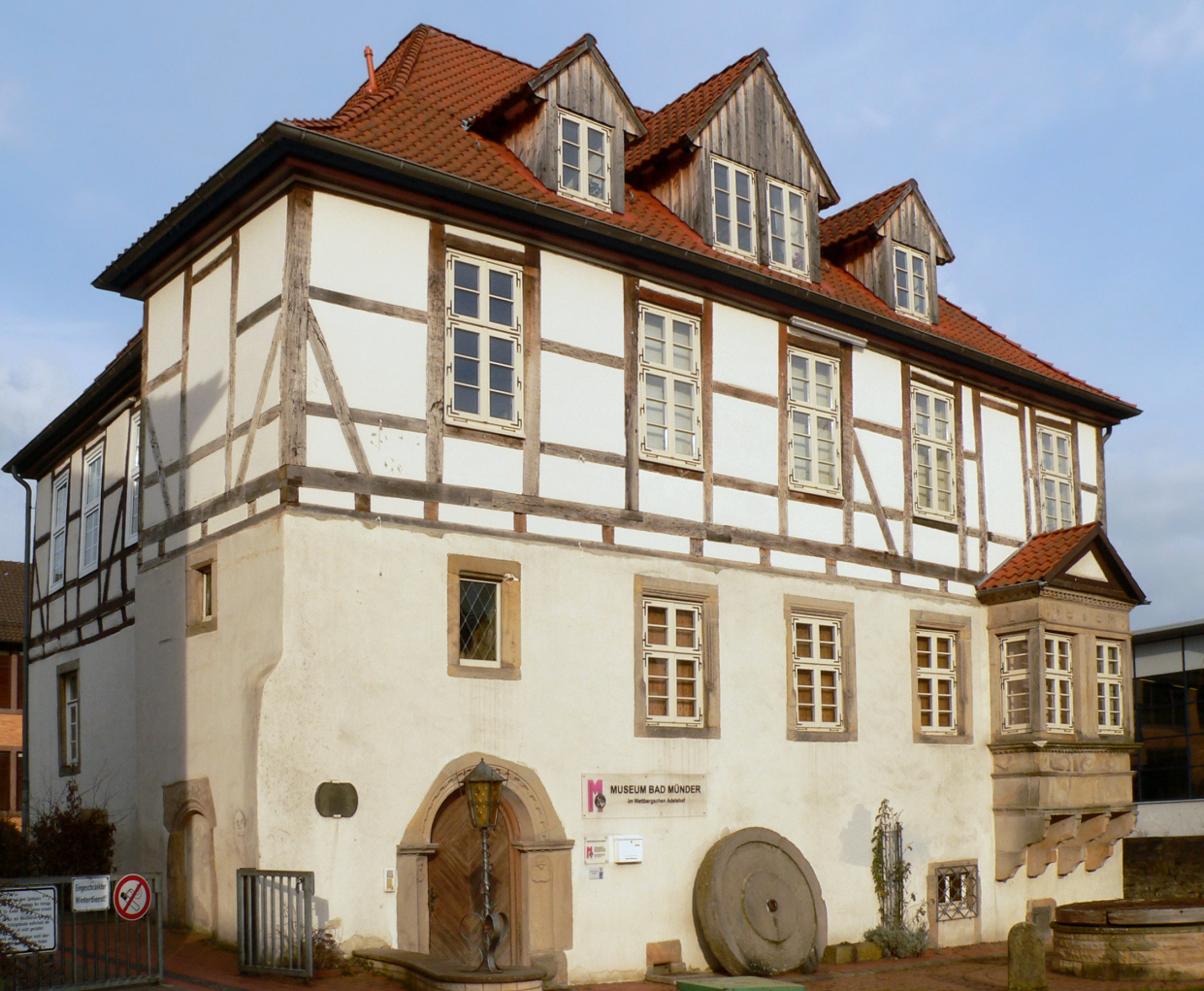
Wettbergscher Adelshof

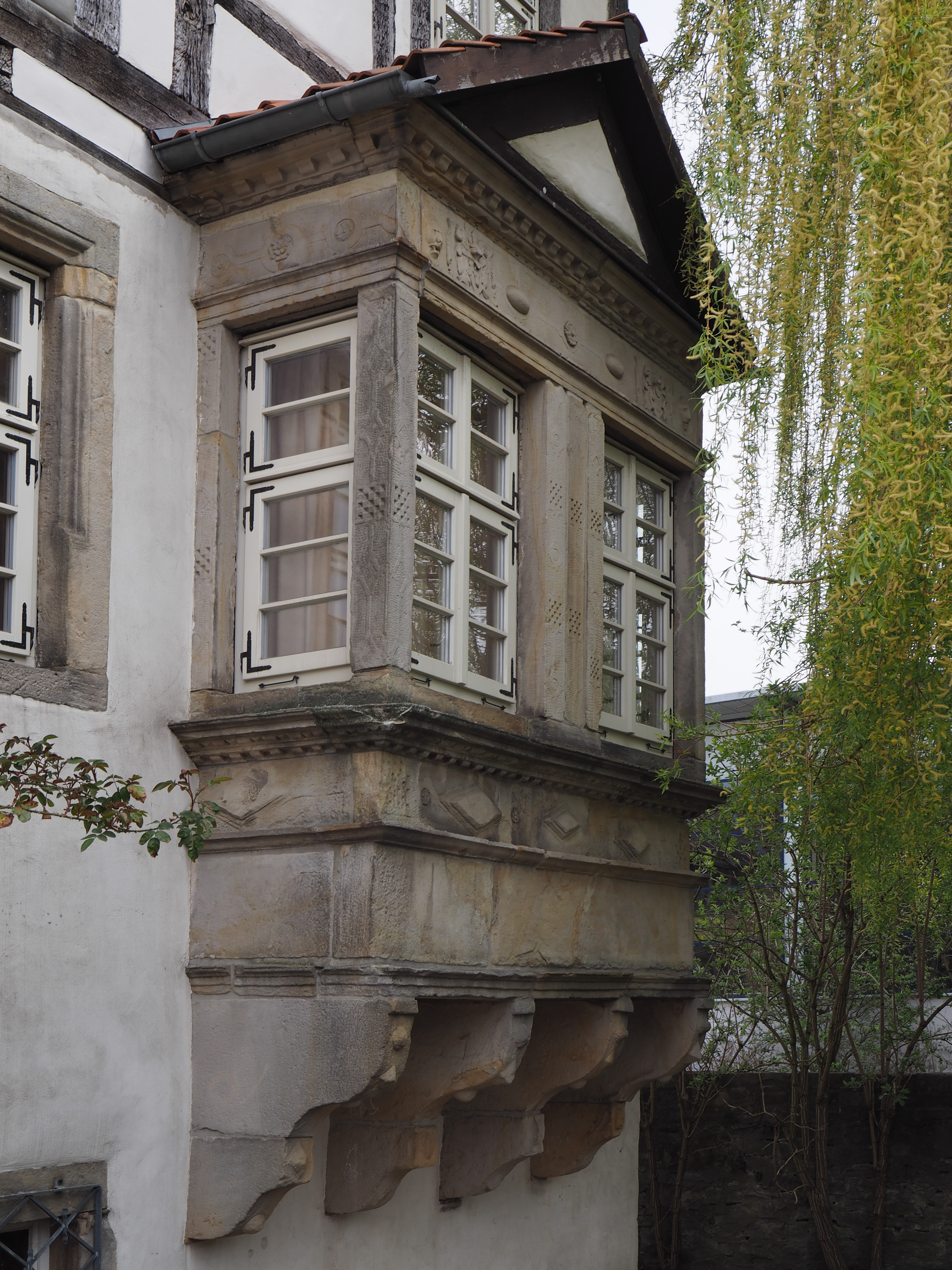
Renaissance-Erker

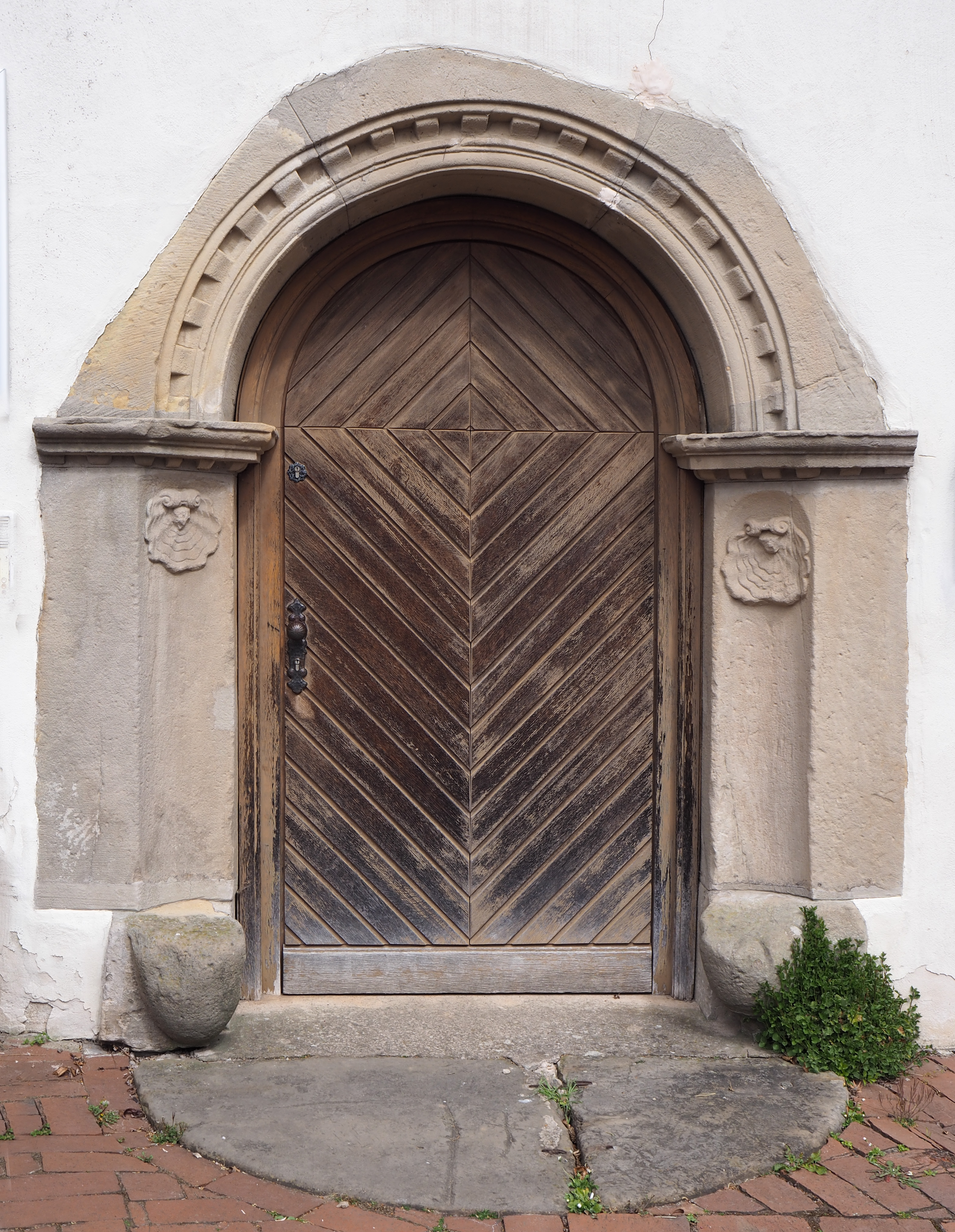
Eingang in Renaissance-Formen

Der Wettbergsche Adelshof ist ein früherer Burgmannshof in Bad Münder am Deister im Landkreis Hameln-Pyrmont in Niedersachsen, dessen heutiges Gebäude 1575 von den Herren von Wettberg erbaut wurde.

## Geschichte
Der Burgmannshof lag an der um 1260 errichteten Stadtbefestigung des Ortes und verfügte über eine eigene umlaufende Wehrmauer. Die Herren von Wettberg erwarben bereits vor 1442 den Burgmannshof. Nach der Hildesheimer Stiftsfehde gehörte er zu fünf Häusern, die noch im Ort standen. Nach dem Erlöschen des Geschlechts derer von Wettberg 1644 kam der Adelshof an die Herren von Graevemeyer.
Seit 1848 besitzt die Stadt Bad Münder das Gebäude, die es in verschiedener Weise nutzte. Seit 1971 befindet sich in den Räumlichkeiten das Heimatmuseum von Bad Münder. Schwerpunkte der Dauerausstellung zur Stadtgeschichte sind eine Keramiksammlung, Weiß- und Blauglasproduktion aus früheren Glashütten und Exponate zur Salzgewinnung und zum Steinkohlenbergbau. Außerdem sind geologische und archäologische Funde sowie wechselnde Sonderausstellungen zu sehen. 2017 wurde eine Sonderausstellung mit den Ausgrabungsergebnissen der Glashütte Klein Süntel unter dem Titel „Auf Schatzsuche in Klein Süntel“ gezeigt. Seit 2022 befindet sich in der Dauerausstellung eine Sammlung von Gebrauchsgläsern des 17. bis 20. Jahrhunderts aus den Glashütten des Weserraumes.

## Beschreibung
Der Wettbergsche Adelshof ist ein großer Rechteckbau auf einem steinernen Untergeschoss und einem in Fachwerk gehaltenen Obergeschoss. Zur Straßenseite zeigt ein reich verzierter Renaissance-Erker. In das Gebäude ist im Südwesten, den heutigen Haupteingang integrierend, ein quadratischer Treppenturm integriert. Das Untergeschoss des Gebäudes weist ein Tonnengewölbe auf. Die 1,30 Meter mächtigen Zwischenwände im Keller sind stärker als die Außenmauern und stammen wahrscheinlich von einem Vorgängerbau. Wenige Meter von der Gebäuderückwand entfernt verlief früher die Stadtmauer, die in diesem Bereich 1962 abgebrochen wurde. Vor dem Gebäude befindet sich ein neun Meter tiefer Brunnen, den die örtliche Feuerwehr im Jahr 2017 ergebnislos untersuchte.